# Блохин, Владимир Иванович
Блохин Владимир Иванович (18 июля 1922, Москва, СССР — 13 марта 2013, Киев, Украина) — бывший советский спортивный функционер, офицер МВД СССР, участник Великой Отечественной войны. Муж известной украинской легкоатлетки Екатерины Адаменко и отец советского футболиста и украинского тренера Олега Блохина.

## Биография
Владимир Блохин родился в Москве. Окончил Харьковское химическое училище. Служил в Киргизии и Узбекистане. Во время Великой Отечественной войны оказался в Ленинграде, где участвовал в защите блокадного города. После окончания боевых действий товарищ по службе в Ленинградском химическом батальоне уговорил Владимира переехать на Украину. В Киеве Блохина назначили руководителем ансамбля 81-го запасного полка, где он и познакомился с будущей женой Екатериной Адаменко, которая вместе с другими спортсменами находилась на содержании этого полка. В 1950 году молодые люди поженились, а спустя два года родился их сын, Олег Блохин, будущий обладатель «Золотого мяча» и выдающийся советский футболист. На то время Владимир Иванович уже служил в спецотделе МВД СССР.
Блохин работал заместителем председателя Киевского областного совета общества «Трудовые резервы», в течение 12 лет возглавлял Федерацию современного пятиборья СССР, был начальником учебно-спортивного отдела республиканского общества «Динамо».

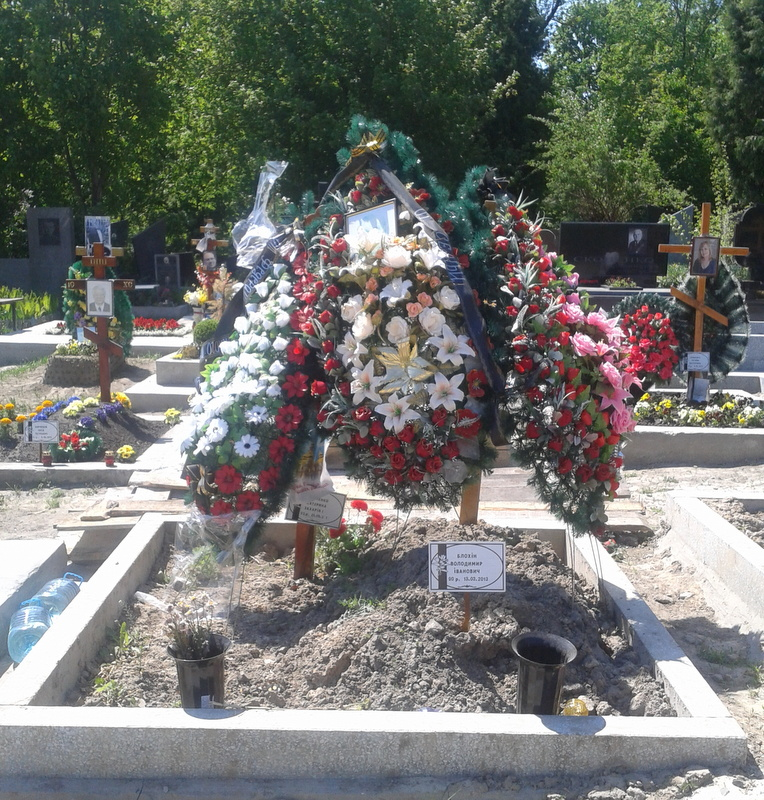
Могила Владимира Блохина

Умер 13 марта 2013 года, меньше, чем через год после смерти жены. Похоронен на Байковом кладбище рядом с женой; участок № 33).